# Mezzaluna e stella

Una tipica mezzaluna e stella che svetta sulle cupole delle moschee e campeggia sulle bandiere di vari Stati islamici

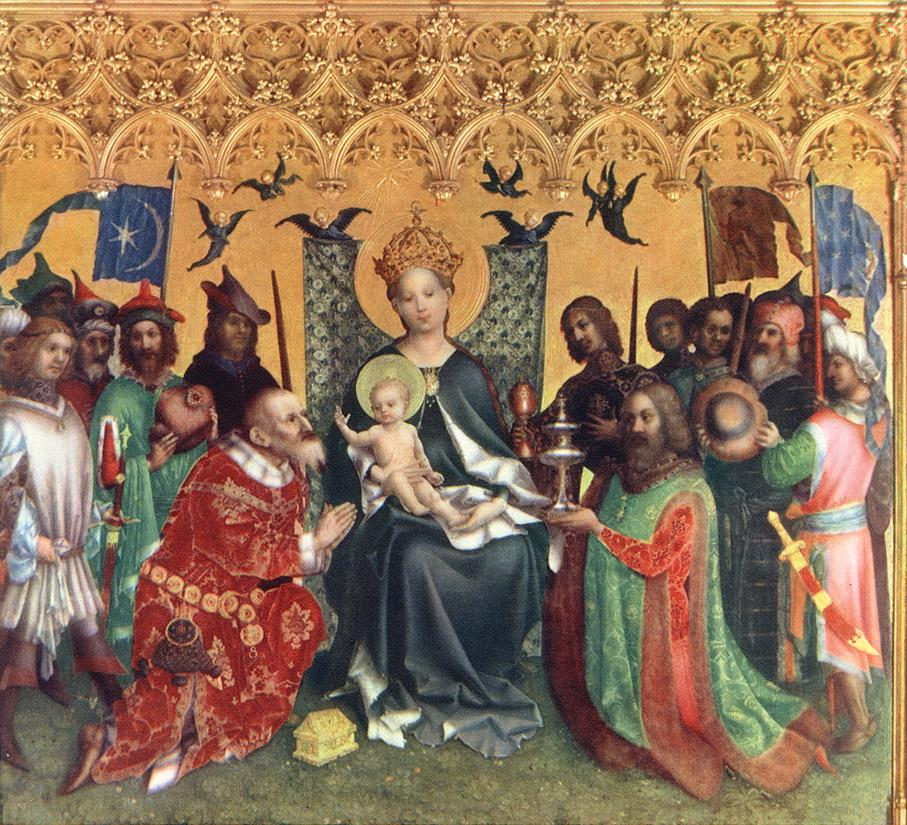
L'adorazione dei Re Magi di Stephan Lochner; sulla sinistra, la mezzaluna e stella è raffigurata nella bandiera di rappresentanti di Bisanzio.

La mezzaluna  e la stella è un simbolo iconografico usato in diversi contesti storici. Già simbolo dell'Impero ottomano, a partire dal XX secolo cominciò ad essere internazionalmente riconosciuto per la fede musulmana. Inizialmente vi era solo la luna crescente, cui fu poi aggiunta la stella.
Il simbolo è presente su alcune bandiere di Stati musulmani (Azerbaigian, Turchia, Pakistan, Turkmenistan, Uzbekistan, Algeria, Mauritania, Libia, Tunisia, Comore, Malaysia, Singapore, Cipro del Nord, Repubblica Democratica Araba dei Sahrawi) ed alcuni Stati oceanici.

## Origini
Il simbolo ha un'origine molto antecedente alla nascita dell'Islam. Già nel VII secolo a.C. la neonata città di Bisanzio fu dedicata alla dea greca Artemide, il cui simbolo era la luna crescente, quindi questo fu utilizzato anche come simbolo della città per quasi mille anni.
Anche su innumerevoli reperti e monete risalenti ad epoche precristiane di tutta la zona anatolica, appare comunemente questo particolare simbolo della dea greca Artemide.
Nel IV secolo a.C. Filippo II di Macedonia mise sotto assedio la città di Bisanzio. Favorite da una notte particolarmente scura, le truppe macedoni si avvicinarono silenziosamente alle mura della città, con l'intenzione di scalarle e cogliere il nemico di sorpresa. Mentre attuavano il piano, un vento improvviso disperse le nuvole e la luce diffusa dalla luna crescente bastò alle sentinelle per rendersi conto dell'attacco e dare l'allarme. La reazione immediata e vigorosa dei difensori e l'ormai troppa vicinanza alle mura degli assalitori causò forti perdite nelle file dei Macedoni che furono costretti a desistere e togliere l'assedio. Il simbolo della luna crescente fu quindi scolpito in moltissimi manufatti in pietra della città, quale ringraziamento alla divinità.
Dopo il 330 d.C., Costantinopoli divenne cristiana e così una stella fu aggiunta alla luna crescente di Artemide, come emblema che assunse il significato di un attributo della Vergine Maria.
Nell'antica ex-chiesa di Santa Sofia questo simbolo appare ad esempio sia ai piedi di una raffigurazione della Madonna, sia in un mosaico commissionato da Costantino. 
Lo stemma/simbolo si sparse per tutto il mondo mediorientale, lo si ritrova presso l'Impero sasanide e per tutta la Persia; sono note molte monete coniate con questo logo fino al VII secolo d.C..

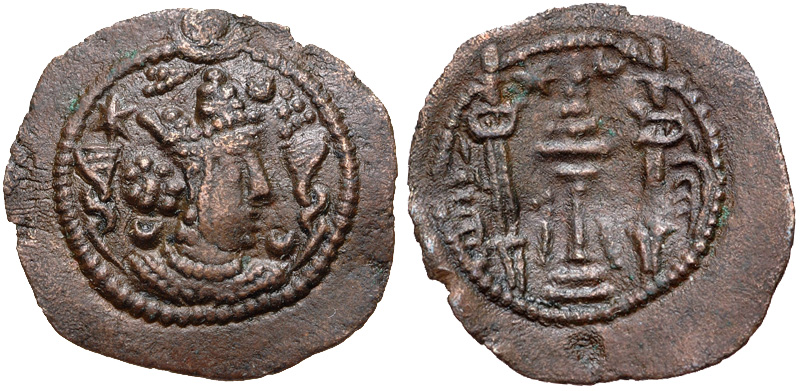
Mezzaluna e stella sulla moneta di Kavad I

Non è da escludere che i turchi Ottomani che secoli più tardi conquistarono sia la Persia che Costantinopoli, dopo l'assedio del 1453, avessero visto questo simbolo impresso sulle monete, sugli stendardi,  in alcune opere artistiche ed architettoniche di Costantinopoli, e lo avessero fatto ancora di più proprio, magari supponendolo dotato di grande potenza magica.
Le prime comunità musulmane non avevano simboli definiti. Al tempo del profeta Maometto, le armate islamiche utilizzavano bandiere colorate (solitamente nere, verdi o bianche) per identificarsi. Anche nelle generazioni successive si continuarono a utilizzare bandiere colorate senza simboli, salvo per il vessillo di Khālid b. al-Walīd, ereditato da Maometto, che aveva un'aquila (ˁuqāb).
Fu con l'avvento delle popolazioni turche in Medioriente che la mezzaluna divenne uno dei simboli della cultura islamica. Nel 1064, a seguito dell'espansionismo selgiuchide in Armenia, la città di Ani cadde in mani musulmane e in cima alla sua cattedrale Alp Arslan, fece collocare una mezzaluna, all'epoca solo un simbolo turco tra tanti. Il fatto che Alp Arslan fosse in seguito divenuto il primo musulmano a catturare un imperatore romano contribuì certamente a dare maggiore risalto e importanza alle sue azioni, rendendole altamente simboliche. Quando nel 1453, i Turchi conquistarono Costantinopoli ne mantennero la bandiera tradizionale. 
Per quattrocento anni l'Impero ottomano amministrò le comunità musulmane. Dopo secoli di battaglie contro l'Europa cristiana, è ipotizzabile che il simbolo venisse adottato da quasi tutte le comunità musulmane che vi videro un emblema di vittoria e grandezza.
L'uso della mezzaluna come simbolo islamico sia nelle bandiere sia negli stemmi, ad esempio, riportati sulle carte nautiche di fabbricazione europea, a partire da quella dell'inizio del Trecento del genovese Giovanni da Carignano contribuisce a rafforzare l'opinione che la conquista da parte degli Ottomani di Costantinopoli abbia rappresentato solo un tassello di minore importanza nella diffusione della mezzaluna come simbolo dei turchi.